# Rhodes Reason
Rhodes Reason (n. 19 aprilie 1930, Glendale, California, SUA – d. 26 decembrie 2014, California, SUA) a fost un actor american care a apărut în mai mult de două sute de roluri în producții de televiziune, cinema și teatru.

## Cariera în film și televiziune
Rhodes Reason s-a născut în orașul Glendale din comitatul Los Angeles, California, ca fiu al lui Rex G. Reason și al lui Jean Robinson. A fost fratele mai mic al actorului Rex Reason și a debutat în cariera de actor la vârsta de optsprezece ani, într-un spectacol cu Romeo și Julieta, regizat de Charles Laughton.
A interpretat roluri principale în serialul de televiziune White Hunter (1958), în serialul dramatic Bus Stop difuzat de ABC, unde a jucat rolul șerifului Will Mayberry și a apărut alături de Marilyn Maxwell și Richard Anderson, și în filmul științifico-fantastic King Kong evadează (1967). Reason a fost distribuit în rolurile Chuck Wilson din „Rodeo Round-Up” (1956) și Kinnard din „Dust of Destruction”, episoade ale serialului de aventuri aviatice Sky King.
Reason a jucat un rol major într-un episod al serialului western ABC/Warner Bros, Sugarfoot, cu Will Hutchins în rolul principal. În segmentul „Strange Land” (1957) Reason l-a interpretat pe Burr Fulton, un pistolar plătit care preia o fermă deținută de bătrânul și înverșunatul Cash Billings, întruchipat de Morris Ankrum. Sugarfoot ajunge acolo pentru a aduce dreptate și a restabili legea. Jan Chaney o interpretează pe fiica lui Billings, Anne, care îl place pe Sugarfoot și manifestă aversiune față de Fulton. Reason a fost actor invitat în rolul Black Jack din episodul „The Homesteaders” (1958) al Frontier Doctor, un serial western sindicalizat cu acțiunea petrecută în teritoriul Arizona, în care rolul principal era interpretat de Rex Allen. El a mai apărut în rolul Ben Thompson din episodul „Appointment in Agoura” (1960) al serialului western ABC/WB Colt .45. Chris Robinson a interpretat acolo rolul Cal Sanger. În acest episod Thompson este urmărit de banda lui Sanger după ce l-a împușcat pe cel mai tânăr membru al bandei într-un gest de autoapărare.
Reason a apărut ca actor invitat în serialele de televiziune Tales of the Texas Rangers, Maverick (episodul „Ghost Rider” din 1957, alături de James Garner), Territory Tombstone (episodul „Ambush at Gila Gulch” din 1957), Perry Mason (episodul „The Case of the Bogus Buccaneersd” din 1966, în rolul Martin Eldridge), 77 Sunset Strip (1958), Bourbon Street Beat (1960), Tunelul timpului (1966), The Big Valley (episodul „Plunder” din 1967), The Lucy Show (tot în 1967), Star Trek (episodul „Bread and Circuses” din 1968) și Here’s Lucy (tot în 1968).
Reason a apărut în rolul Peter Jeffries în episodul „California's First Ice Man” (1955) al serialului antologie western, Death Valley Days, prezentat de Stanley Andrews. În acest episod, Jeffries renunță la explorarea aurului și începe să importe gheață din orașul natal Boston (Massachusetts), pentru a reface averea pierdută a familiei sale. El găsește orașul Sacramento sub stăpânirea lui Phineas Colby (I. Stanford Jolley) și o curtează pe nepoata lui Colby, Laura Colby (Donna Drew), care, în calitate de asistentă medicală, caută gheață pentru a ușura suferințele pacienților ei toropiți de căldura verii. În 1966 Reason a apărut ca Wild Bill Hickok într-un alt episod din Death Valley Days, „A Calamity Called Jane”, cu Fay Spain în rolul principal.
A mai apărut în lungmetrajele Yellowstone Kelly (1959, alături de Clint Walker) și A Fever in the Blood (1961). La începutul anilor 1980 a jucat în musicalul de pe Broadway Annie, interpretând rolul generalului Daddy Warbucks timp de aproape trei ani.
Reason a murit în Palm Springs la vârsta de optzeci și patru de ani din cauza unui limfom.

## Filmografie
| An   | Titlu                      | Rol                         | Note        |
| ---- | -------------------------- | --------------------------- | ----------- |
| 1955 | Lady Godiva of Coventry    | Sweyn                       | nemenționat |
| 1956 | Crime Against Joe          | George Niles                |             |
| 1956 | Tension at Table Rock      | Baid                        | nemenționat |
| 1956 | Flight to Hong Kong        | Bob Denham                  | nemenționat |
| 1956 | Emergency Hospital         | polițistul Ross             |             |
| 1956 | The Desperados Are in Town | Frank Banner                |             |
| 1957 | Voodoo Island              | Matthew Gunn                |             |
| 1957 | Jungle Heat                | maiorul Richard „Dick” Gray |             |
| 1959 | The Big Fisherman          | Andrew                      |             |
| 1959 | Yellowstone Kelly          | maiorul Towns               |             |
| 1961 | A Fever in the Blood       | Walter Thornwall            |             |
| 1967 | King Kong evadează         | comandantul Carl Nelson     |             |
| 1970 | The Delta Factor           | dr. Fredericks              |             |
| 1976 | Cat Murkil and the Silks   | detectivul Harder           |             |

## Legături externe
- Rhodes Reason la Internet Movie Database
- Rhodes Reason în American Film Institute Catalog of Motion Pictures
- Rhodes Reason pe Allmovie
- Rhodes Reason pe Find a Grave
- Necrolog în The Desert Sun (8 februarie 2015)